# Red Tape (pladeselskab)
Red Tape er er et ikke-kommercielt non-profit DIY label og eventarrangør startet i primo 2009. Label skal forstås på den måde, at Red Tape tilbyder en platform, hvor kunstnere kan formidle deres ikke-kommercielle udgivelser til offentligheden under Creative Commons licensen – ofte på den måde at fysiske eksemplarer, typisk vinyl udgivelser, kan købes og digitale udgivelser kan downloades gratis. 
Red Tape er drevet af fem ildsjæle i det subkulturelle miljø i København, der arbejder ud fra en kærlighed til og respekt for undergrundsscenen i Danmark. DIY konceptet kendes fra bl.a. punkmiljøet, hvor det har eksisteret en del år. Da danske punklabels dækker den deciderede punkgenre, koncentrerer Red Tape sig om de øvrige undergrundsgenrer som postpunk, new wave, eletro trash m.fl., så disse har mulighed for at blive hørt i et større perspektiv uden indblanding af kommercielle interesser.
Af mere profilerede events kan bl.a. nævnes den tilbagevendende A Scream in the Dark musikfestival. Festivalen løb af stablen i Huset i Magstræde i oktober 2009 og blev gentaget året efter i det nye ungdomshus "Ungdomshuset på Dortheavej 61" i København i oktober 2010 – og en "A Scream in the Dark 3" er iflg. Red Tape planlagt til at løbe af stablen i 2011. Liveoptagelser fra den første festival udkom i april 2010 på Vinyl LP'en "A Scream in the Dark – 11 bands recorded live, October 2009" (12" LP). Denne og flere andre af Red Tape's udgivelser er bl.a. masteret (lydredigeret) af den tidligere guitarist i Sods/Sort Sol Peter Peter Schneidermann, som også udkommer med en split single på labelet i løbet af 2011.
Red Tape stod i 2010 også bag math rock festivalen Sigma Fest, der forløb over 2 dage på spillestedet Loppen i København den 6.-7. august, og præsenterede danske math rock relaterede bands som Trust, Salli Lunn, Nightpass, My Polaris Artillery, Governor of Alaska og Plök og udenlandske bands som svenske Alarma Man og Adorno fra Portugal. Festivalen var en follow-up til Red Tape's én-dags arrangement "Math Rock i Dødsmaskinen" der blev afholdt den 26. september 2009 i Dödsmaskinen i "det nye ungdomshus" på Dortheavej i København, hvor de danske math-rock pionerer Obstacles, Trust, Nightpass og The Conquering Light of Flora and Fauna spillede koncerter. 
Labelet har også, til forskel fra de udtalt kommercielle labels, ofte en ret markant, håndtegnet grafisk stil på deres plakater og plade-covers (der lægger afstand til mainstreamens ofte computerskabte grafik med flotte reklameagtige portrætfotos etc.), der rangerer fra Asger Jorn inspireret grafik over graffiti lignende plakatkunst til sort/hvide groteske tegneserie-inspirerede udtryk, der egentligt har sit stilmæssige udspring i de politiske og samfundsrevske 1970'ere. Red Tape's deciderede billedkunsteriske fokus gav sig, udover som det fremgår af mange af deres plakater og covers, også til udtryk til festivalen "Sigma Fest", hvor besøgende kunne købe et special tryk af arrangementets plakat som et silketrykt signeret særtryk.
Af bands, der er tilknyttet Red Tape labelet kan bl.a. nævnes Chainsaw Eaters, The City Kill, Melting Walkmen, Obstacles, Trust, Papir, Governor of Alaska, Nightpass, My Polaris Artillery m.fl.

## Udgivelser
- Chainsaw Eaters / Melting Walkmen 12" Split (sort cover – RTLP001)(genoptryk – hvidt cover – RTLP002)
- Trust – "S/T" 7" (RTEP001)
- The City Kill – "S/T" LP/CD (RTLP003/RTCD001)
- Obstacles – "S/T" 7" (RTEP002)
- A Scream in the Dark – 11 bands recorded live October 2009, 12" compilation (RTLP004)
- Trust – "Mythic Maps" 7" (RTEP003)
- Nightpass "All We Give is Air" / My Polaris Artillery "As Shoulder turns to Elbow, 12" Split (RTLP005)
- Papir – "S/T" LP (RTLP006)
- Chainsaw Eaters – "Fragments of Tomorrow" 7" (RTEP004)
- The City Kill – "Days Full of Joy" LP/CD (RTLP007/RTCD002)
- Governor Of Alaska - "Drommer, Guitar, Geraas" 10" EP (RTEP006)

## E-udgivelser
(Udgivet under Creative Commons licensen)
Albums
- 2200 Terrorcorps! – "FTW&FU2!!!" (RTNR001) 5 track album
- RPFLECH – "6661" (RTNR002) 6 track album
- Lisbent – "3rd Portrait" (RTNR003) 7 track album
- The City Kill – "S/T" (RTNR004) 5 track album
- Jens Robot – "CFX" (RTNR005) 8 track album
- The City Kill – "Days Full of Joy" (RTNR006) 7 track album

Tryksager
- "Robotobor" Patrick Ringsborg (RTNP001)
- “Situationister i Danmark 1962-1972” Odin Rasmussen (RTNP002)
- "Fra avantgarde..." Odin Rasmussen (RTNP003)